# Ключарёв, Василий Васильевич
Ключарёв Василий Васильевич (1728, Черевковская волость, Великоустюгский уезд — 3 февраля 1800, с. Черевково), черносошный (государственный) крестьянин, депутат Комиссии об Уложении 1767—1768/1769 гг. (Собрания представителей российских сословий с совещательными правами, созванного Екатериной II для выработки нового свода законов) от черносошных крестьян Великоустюгской провинции Архангельской губернии.
Активно участвовал в работе Комиссии, выступал на заседаниях, отстаивая крестьянские наказы. В выступлении 18 октября 1767 г. он нарисовал яркую картину вторжения купечества в дела государственной деревни, превращения купцов в земле- и душевладельцев. Предложил запретить купцам владеть землями, вернуть их к государственным волостям, а половников "от их невольничьего рабства освободить" и впредь не позволять купцам записывать на себя государственных крестьян в половники, а позволять лишь вольный наем.